# Estornell d'orelles blaves
L'estornell d'orelles blaves o estornell metàl·lic gran d'orelles blaves (Lamprotornis chalybaeus) és una espècie d'ocell de la família dels estúrnids (Sturnidae). Habita les sabanes de gran part de l'Àfrica subsahariana. El seu estat de conservació es considera de risc mínim.